# Lapaha
Lapaha é um distrito de Tonga, parte da cidade de Mu'a‎ e localizado na divisão de Tongatapu. Em 2006, sua população era de 7.255 habitantes.
O Primeiro-ministro de Tonga Pohiva Tuʻiʻonetoa é natural do povoado de Talafo’ou, pertencente ao distrito. 